# Jesper Christiansen
Jesper Christiansen, (ur. 24 kwietnia 1978 w Roskilde) – duński piłkarz grający w Vendsyssel FF na pozycji bramkarza. Był reprezentantem drużyny narodowej Danii na Mistrzostwach Świata w 2002 roku, jako rezerwowy bramkarz. Ma 193 cm wzrostu.

## Życiorys
Urodzony w Roskilde, w latach młodzieńczych Christiansen współzawodniczył z późniejszym graczem reprezentacji Peterem Madsenem o tytuł najlepszego napastnika na wyspie Zelandia. W wieku lat 17, nie chciał uprawiać sportu zawodowo i jako amator grał w najniższej klasie rozgrywkowej Danii. Dla zabawy wystąpił kiedyś jako bramkarz. W tym momencie jego kariera potoczyła się błyskawicznie. Drużyna Roskilde B 1906 zaoferowała mu kontrakt zawodowy w 1997. Następnie przeszedł do Ølstykke FC.
Już w 1998, przeniósł się do znanego klubu Odense Boldklub, który ówcześnie grał na drugim poziomie rozgrywkowym w Danii czyli w 1. division. Dzięki swej grze pomógł wywalczyć drużynie awans do Superligaen. Następnie w wieku 22 lat, przeprowadził się do Szkocji, do drużyny Rangers F.C.

### Na ławce w Glasgow
W Glasgow miał bardzo udany start, jednakże ostatecznie przegrał rywalizację z niemieckim bramkarzem Stefanem Klosem.
Od 2001 roku powrócił do Danii i w ramach wypożyczenia występował w drużynie Vejle Boldklub. Pomimo degradacji tej drużyny z Superligaen Christensen był wyróżniającym się zawodnikiem i otrzymał powołanie do reprezentacji Danii, które złożył mu trener Morten Olsen. Razem z tą drużyną pojechał na Mistrzostwa Świata w Piłce Nożnej 2002 odbywające się w Korei Południowej oraz Japonii, jako rezerwowy bramkarz. Niestety nie udało mu się zagrać ani minuty w samych finałach.
Po powrocie do kraju został ponownie wypożyczonym, tym razem do niemieckiej drużyny VfL Wolfsburg. Czas spędzony w Niemczech można uznać za najgorszy dla piłkarza podczas całej jego kariery, gdyż zawodnik nie rozegrał żadnego meczu w drużynie z Wolfsburga.

### Powrót do Danii
W przerwie zimowej sezonu 2003/04 Christiansen powrócił do Danii, gdzie zajął pozycję bramkarza po Arkadiuszu Onyszce w drużynie Viborg FF. W tym czasie zadebiutował także w meczu pierwszej reprezentacji Danii.
Po półtorarocznym kontrakcie z Viborgiem, Christiansen przeszedł do FC København, latem 2005 roku. W klubie tym, z dużymi sukcesami, spędził kolejne pięć lat (m.in. 4 tytuły mistrza Danii).
W roku 2010 zdecydował się na przejście do ligi szwedzkiej, do drużyny IF Elfsborg. W 2012 został zawodnikiem Odense BK, a w 2014 – Vendsyssel FF.